# Peugeot Type 63
La Peugeot Type 63 est un modèle d'automobile produit par le constructeur français Peugeot en 1904.
C'est une des premières voitures conçues par Armand Peugeot et elle produit dans leur usine d’Audincourt en 1904. 
La voiture a été considérée par certains comme un remplacement tardif de la Type 36 conçue comme une voiture de milieu de gamme, mais avec plus d’espace intérieur que la plupart des véhicules concurrents. Néanmoins, avec un empattement de 2 100 mm (82,7 po) sur le Type 63A et de 2 400 mm (94,5 po) sur le Type 63B, le Type 63 était beaucoup plus long.
Le Type 63 était propulsé à l’aide d’un moteur bicylindre parallèle de 1 078 cc à quatre temps, monté devant le conducteur. Une puissance maximale de 7 ch (5 kW) a été fournie aux roues arrière au moyen d’un arbre de transmission rotatif.
Les types de carrosserie proposés comprenaient une carrosserie de format Tonneau à chariot ouvert, ce qui allait devenir plus près connu sous le nom de carrosserie Torpedo et un Coupé-Limousine qui, à l’époque, était un style de carrosserie ressemblant à une petite voiture fermée mais avec un moteur au lieu de chevaux.